# Колошины (деревня)
Колошины — деревня в Орловском районе Кировской области. Входит в состав Орловского сельского поселения.

## География
Расположена на расстоянии примерно 39 км по прямой на северо-запад от райцентра города Орлова.

## История
Известна с 1764 года как починок Григорья Кривокорытова подле речку Сизму с 12 жителями, в 1802 4 двора. В 1873 здесь (починок Григория Кривокорытова или Колошины) дворов 9 и жителей 60, в 1905 (деревня Григория Кривокорытова) 11 и 77, в 1926 (Колошино или Григория Кривокорытова) 11 и 66, в 1950 11 и 44, в 1989 году 2 жителя. С 2006 по 2011 год входила в состав Чудиновского сельского поселения.

## Население
Постоянное население составляло 2 человека (русские 100%) в 2002 году, 0 в 2010.